# Kaprolaktam
Kaprolaktam är en laktam, en cyklisk amid, av hexansyra. Den har formeln C6H10ONH.
Ämnet är en mellanprodukt vid tillverkning av nylon, med trivialnamnet nylonsalt.

## Framställning
Kaprolaktam framställs industriellt av cyklohexanon.
Den svavelsyra som används vid tillverkningen reagerar med kaprolaktam och bildar ett sulfatsalt som neutraliseras med ammoniak för att ge ren kaprolaktam. Detta salt har gett ämnet namnet Nylonsalt.

## Användning
Kaprolaktam är en mellanprodukt vid tillverkning av nylon.

## Hälsofarlighet
Kaprolaktam var år 2018 det enda ämne som av IARC klassades som sannolikt inte cancerframkallande för människor (grupp 4). Kaprolaktam kan i någon mån vara hälsovådligt enligt bedömning efter försök med råttor. Samma dokument anger att inandning av ångor kan ge luftvägsirritation och är svagt nervskadande, men att inandning av små mängder pulver inte är så farligt.
Det nedbryts i naturen till 80–100 % inom en månad.